# Sam Clancy (giocatore di football americano)
Sam Clancy (Pittsburgh, 29 maggio 1958) è un ex cestista, ex giocatore di football americano e allenatore di football americano statunitense.
È il padre di Sam Clancy jr.

## Carriera

### Pallacanestro
Venne selezionato dai Phoenix Suns al terzo giro del Draft NBA 1981 (62ª scelta assoluta).
Con gli Stati Uniti disputò i Giochi panamericani di San Juan 1979.